# Révolte de Thérissos
Vous lisez un « bon article » labellisé en 2008.
La révolte de Thérissos (grec moderne : Η Επανάσταση του Θερίσου) est un épisode de l'histoire de la Crète. C'est une insurrection qui éclate en mars 1905 contre le gouvernement de la Crète, alors autonome. Elle est menée par Elefthérios Venizélos et tire son nom du village natal de la mère de Venizélos, Thérissos, qui est le siège de cette révolte.
La révolte de Thérissos naît du conflit entre Elefthérios Venizélos et le prince Georges de Grèce à propos de l'avenir de l'île, en particulier sur la question de l'union de la Crète à la Grèce. Bien que commençant en mars 1905, la révolte trouve ses origines dès 1901 avec le renvoi de Venizélos du gouvernement crétois par le prince Georges. L'opposition entre Venizélos et le prince est précipitée par l'attitude de ce dernier dans les affaires internationales et par son refus de dialoguer avec ses conseillers sur les affaires internes de l'île. En mars 1905 commence la révolte de Thérissos. Ses deux buts sont unir la Crète à la Grèce et instaurer un pouvoir plus démocratique sur l'île.
La révolte de Thérissos permet à Elefthérios Venizélos d'asseoir un peu plus encore sa notoriété en Crète. Cette célébrité dépasse ensuite les frontières de l'île et de la Grèce. L'insurrection ouvre en effet à Venizélos les portes d'une carrière politique en Grèce.

## Contexte

### La Crète autonome

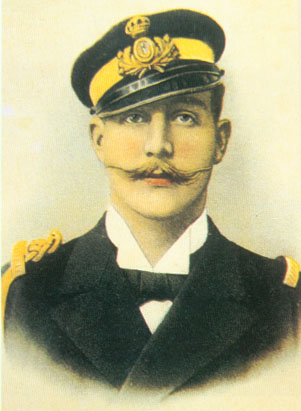
Le prince Georges de Grèce.

En 1897, la Crète cesse d'être sous domination ottomane. L'île souhaite être rattachée à la Grèce, mais les « Grandes Puissances européennes » (France, Royaume-Uni, Russie, Allemagne, Italie et Autriche-Hongrie) s'y opposent. Un compromis aboutit à la création d'un État autonome, sous suzeraineté ottomane et dont le prince Georges de Grèce, deuxième fils du roi Georges Ier, est nommé Haut-Commissaire. Celui-ci nomme à son tour Elefthérios Venizélos au poste de premier ministre.
Très vite, des dissensions apparaissent entre les deux hommes. Leur première querelle serait due à la construction d'un palais pour le prince Georges. Peu de temps après son arrivée sur l'île, ce dernier exprime en effet son désir de se faire construire un palais. Venizélos, quant à lui, proteste car un palais serait un symbole de permanence pour un pouvoir qu'il juge transitoire en attendant l'union de la Crète à la Grèce. Le prince, vexé, ne construit finalement pas son palais.
Mais, le principal point de désaccord des deux hommes concerne leur vision du gouvernement de l'île. Bien que rédacteur principal de la Constitution (notamment des articles garantissant les libertés individuelles ou l'égalité des chrétiens et des musulmans), Venizélos la juge beaucoup trop conservatrice et accordant trop de droits au prince.

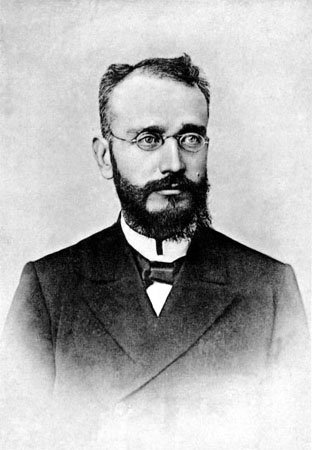
Elefthérios Venizélos.

L'assemblée crétoise ne possède en effet que peu de droits et ne se réunit qu'une fois tous les deux ans. De plus, les ministres sont davantage des conseillers du prince et seul ce dernier peut ratifier les lois.
En matière de relations internationales, Georges de Grèce est seul habilité à traiter avec les Grandes Puissances comme l'illustre l'absence de ministre des Affaires étrangères. Il prend à son compte l'annexion de l'île par la Grèce, sans prendre soin de consulter ses conseillers et engage des discussions à ce sujet avec les ministres des Affaires étrangères russe, français, italien et britannique. Lorsque, à l'été 1900, il s'apprête à faire le tour des cours européennes, le prince déclare : « Lorsque je voyagerai en Europe, je demanderai l'annexion aux Puissances, et j'espère y arriver grâce à mes connexions familiales. »
Or, Venizélos pense prématurée l'union de la Crète de la Grèce, d'autant que les institutions crétoises sont encore instables. Il préconise en revanche la création d'une armée crétoise, puis le retrait des troupes européennes. Le contrôle international diminuerait ainsi et l'île pourrait s'unir à la Grèce. Cette approche est cependant mal perçue par l'opinion publique et les journaux athéniens qui s'impatientent de voir l'union aboutir.

### Renvoi de Venizélos
En février 1901, les Puissances refusent tout changement concernant le statut de l'île. Bien que cela démontre la justesse de la vision de Venizélos, et bien que le prince Georges l'admette publiquement, c'est le ministre qui subit les attaques de la presse.
Venizélos remet sa démission à deux reprises : d'abord le 5 mars 1901, prétextant des raisons médicales, puis le 18 mars, expliquant qu'il ne peut travailler en étant en désaccord permanent avec ses collègues et le haut-commissaire. Georges refuse de le laisser démissionner et préfère le renvoyer pour insubordination. Le 20 mars, des placards sur les murs de La Canée annoncent le renvoi de Venizélos par le prince.
Une campagne anti-Venizélos est menée dans les journaux après le départ de celui-ci. Des articles, sans doute écrits par le secrétaire du prince, le nomment l’« insolent conseiller ». Venizélos, après son renvoi, reste en retrait politiquement. En décembre 1901, il répond toutefois aux accusations par le biais de cinq articles dans le journal Kirix. Le prince fait alors mettre son ancien ministre en prison.

## La révolte

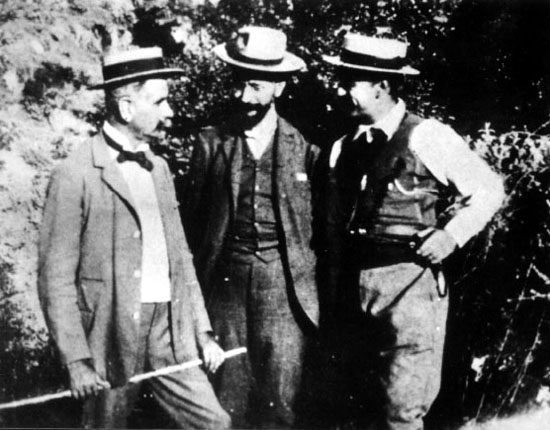
Foumis, Venizélos et Mános, à Thérissos en 1905.

On retrouve Elefthérios Venizélos au printemps 1905 quand une insurrection éclate contre le gouvernement crétois. Il en est le leader et dénonce la corruption de l'entourage du prince Georges et l'incapacité de ce dernier à faire accepter aux Grandes Puissances l'idée de l'annexion de la Crète par la Grèce.
Lors de la révolte crétoise de 1897 qui amena Georges de Grèce à la tête de la Crète, Venizélos était alors un fervent défenseur de l'union de la Crète à la Grèce. Lors de sa prise de fonction de premier ministre de l'île, sa vision est davantage celle d'une autonomie pour l'île, jugeant qu'il est prématuré de réaliser l'union. Au cours de la période où il se trouve écarté du pouvoir, Venizélos modifie à nouveau sa conception de la question crétoise. Comme en 1897, il prône désormais l'union à tout prix. Bien qu'absent de la vie politique, il montre son soutien aux partisans de l'union (Énosis) lors des manifestations.

### Le rassemblement à Thérissos
En février 1905, Venizélos prépare à Thérissos son coup d'État avec un groupe de dix-sept chefs crétois qui deviennent le noyau de son mouvement. Ils sont d'abord rejoints par 300 révolutionnaires qui, bien qu'ils ne constituent pas une grande menace d'un point de vue militaire, s'avèrent très difficiles à déloger, cachés dans les gorges de Thérissos. Leur impact politique est important : en l'espace de vingt jours, environ 7 000 sympathisants rejoignent Thérissos.
La rébellion éclate au grand jour le 10 mars (julien)/23 mars (grégorien) 1905 et regroupe les opposants à Georges de Grèce, qui l'accusent d'autoritarisme et de mesures anti-démocratiques. Ce jour-là, environ 1 500 Crétois sont réunis à Thérissos, qui devient dès lors le centre de la révolte. Dès les premiers moments, on constate des heurts entre la gendarmerie et des rebelles. L'idée conductrice de cette rébellion est le rattachement de la Crète à la Grèce. Le premier jour du soulèvement, Venizélos déclare que l’Énosis n'est pas possible tant que le prince Georges reste Haut-commissaire de l'île. Le texte d'un plébiscite voté par les insurgés est lu dans l'église Saint-Georges de Thérissos dès le 10 mars :

« Le peuple crétois, réuni en assemblée générale à Therisso de Cydonie, aujourd'hui le 11/24 mars 1905, proclame son union politique au royaume de Grèce, en un seul État libre et constitutionnel,. »

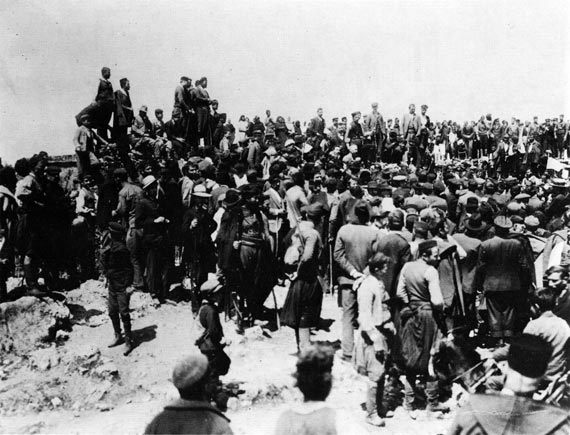
Rassemblement lors d'un discours de Venizélos le 25 mars 1905.

Le lendemain de cette déclaration, Papayanakis, un député de l'assemblée crétoise, et Konstantínos Mános communiquent aux consuls des Grandes Puissances les raisons qui conduisent Venizélos à la révolte. Ils évoquent le caractère transitoire du gouvernement en place et la volonté d'unir, à terme, la Crète à la Grèce. Ils évoquent également le caractère instable du gouvernement en place, ce qui empêche les capitaux étrangers d'investir sur l'île et ne permet pas son essor. Enfin, ils se réfèrent à un mécontentement général qui grandit jour après jour à cause d'un gouvernement proche, selon eux, de l'absolutisme.

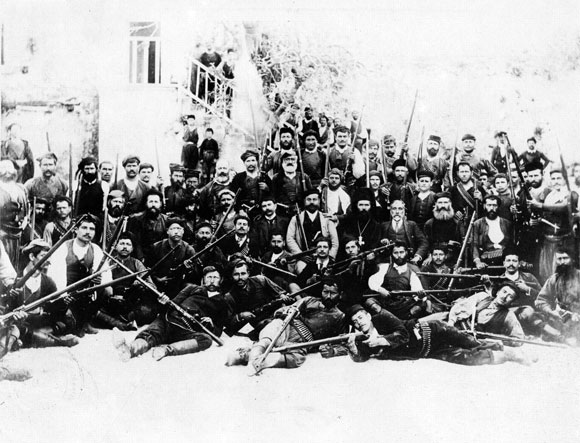
Révolutionnaires à Thérissos.

L'opposition décide de ne pas prendre part aux élections prévues le 11 mars(julien)/24 mars (grégorien) et qui doivent désigner les 64 députés crétois qui s'ajoutent aux dix directement désignés par le prince Georges. Les insurgés de Thérissos appellent au boycott des élections et à la lutte armée contre le gouvernement en place. Environ un millier d'hommes, dont la moitié seulement sont armés, forme le noyau de cette rébellion, autour de Venizélos, Konstantinos Foumis, et Mános.
La nouvelle assemblée, qui se réunit le 20 avril à La Canée, s'ouvre par un discours du prince Georges sur l'économie et les réformes à apporter au pays. Mais, dès son départ de la chambre, l'assemblée vote en faveur de l'annexion. Dans le hall de l'assemblée, entièrement décoré de drapeaux grecs, les députés proclament l'union de la Crète à la mère-patrie grecque et la placent sous le contrôle du roi Georges Ier. Ils communiquent ensuite cette résolution aux consuls des Grandes Puissances à La Canée.
Le 31 mai, à l'issue de la session parlementaire, la plupart des députés rejoignent l'Assemblée de Thérissos. Un mois plus tard, ce sont deux des principaux conseillers du prince, Kriaris et Koundouros, le ministre des Finances, qui démissionnent de leurs fonctions pour rejoindre leur ancien collègue dans les montagnes,.

### Une quasi guerre civile
La loi martiale est déclarée par Georges de Grèce, qui n'a à sa disposition que 1 100 gendarmes,, et les puissances européennes, mais la présence de deux gouvernements parallèles amène à un semblant de guerre civile au sein de la population et des affrontements font quelques victimes dans la région de La Canée. Dans les derniers jours du mois d'avril, des affrontements ont lieu à Voukolies entre gendarmes et rebelles. Ils sont lourds de conséquences : trois rebelles et deux gendarmes sont tués, quinze paysans blessés. Pendant l'affrontement, les locaux des gendarmes sont incendiés par la population.
Début août, le bâtiment des douanes à Kastelli Parnormos est pris par les insurgés. Le matin du 7 août, le navire de guerre russe Krabry, avec à son bord 200 hommes des troupes impériales et quelques gendarmes crétois, s'ancre au large de Kastelli. Deux officiers russes et un lieutenant italien de la gendarmerie vont à la rencontre des rebelles pour engager des pourparlers. Le gendarme italien ordonne aux insurgés de brandir le drapeau blanc dans la demi-heure suivante sous peine de subir un bombardement. Une heure et demie plus tard, le Krabry ouvre le feu. Cet incident est la cause de plus grands troubles. Alors que Konstantinos Manos marche sur Rethymnon dans le but de faire libérer des prisonniers politiques, les insurgés attaquent Koube (à l'ouest de Rethymnon). Le lendemain, le colonel Ourbanovitch y envoie 50 soldats d'infanterie pour défendre la position, mais les soldats russes subissent un revers. Ourbanovitch se rend lui-même sur place à la tête d'une troupe de 400 soldats. Face à ces nouveaux renforts, les rebelles doivent abandonner leurs positions et battre en retraite vers le sud jusqu'à Atsipópoulo, sur les hauteurs de Réthymnon. Après de violents combats les opposant aux Russes et aux gendarmes, les Crétois finissent par rendre la ville aux Russes. Certains leaders insurgés font partie des victimes des combats. Les rapports du consul de France à La Canée mentionnent que, malgré ces évènements, les insurgés ne portent pas d'attaque systématique contre les troupes européennes.

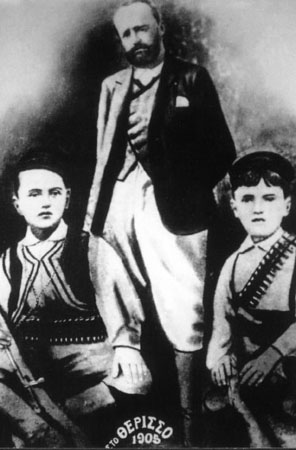
Venizélos et ses enfants Kyriakos et Sophoklis à Thérissos en 1905.

Au début de l'été 1905, le prince Georges réalise l'importance de renouer le dialogue avec Venizélos. Il souhaite le faire par le biais d'une connaissance commune, un certain Bourchier, alors correspondant en Orient pour le Times. Acceptant dans un premier temps une entrevue au camp de Thérissos, Elefthérios Venizélos finit par décliner l'invitation, arguant du fait que toute coopération avec le Haut-commissaire est impossible.
En septembre, lors de la reprise de la session parlementaire, l'assemblée, encouragée par la révolte de Thérissos, vote plusieurs réformes directement issues du programme vénizéliste :
- Abolition du privilège du prince de nommer les maires et les conseillers municipaux ;
- Instauration du suffrage universel masculin pour toutes les fonctions municipales ;
- Abolition du privilège du prince de nommer dix députés de son choix ;
- Abrogation des restrictions concernant la liberté de presse ;
- Modification des lois électorales[20].

Et avant que les partisans du prince aient le temps de répondre, elle décide la convocation d'une Assemblée nationale pouvant légiférer sur tous les points nécessaires.
L'arrivée de l'hiver rend plus difficile la vie dans les montagnes pour les insurgés. De plus, dès le mois d'octobre, la situation financière est préoccupante. C'est aussi au mois d'octobre que le mouvement connaît ses premières défections. Des bandes de rebelles de la région de Sitia déposent les armes et bénéficient d'une amnistie. À la mi-octobre, Venizélos et ses compagnons reconnaissent qu'il leur est difficile de maintenir la révolte, d'autant que les dernières opérations militaires sont désormais directement portées contre eux, notamment par les Russes. Ils informent qu'ils sont prêts à remettre le sort de l'île entre les mains des puissances. Venizélos engage de nouvelles négociations avec les consuls en vue d'obtenir un maximum de concessions concernant les affaires internes de l'île. Dans une lettre adressée aux Grandes Puissances, il affirme son intention de déposer les armes en échange d'honorables conditions. La plupart des insurgés sont prêts à rendre les armes et, pour ceux qui refusent de déposer les armes, il est proposé de les acheminer vers la Grèce sans être désarmés. En échange de 800 fusils et autant de cartouches, une amnistie serait possible pour les insurgés, à l'exception des gendarmes ayant déserté. Dans ces conditions, Venizélos accepte la reddition. Quelques jours plus tard, il obtient le droit de faire acheminer vers la Grèce les gendarmes déserteurs. Le 25 novembre, le camp de Thérissos est levé et l'amnistie proclamée,.

### Organisation de la révolte

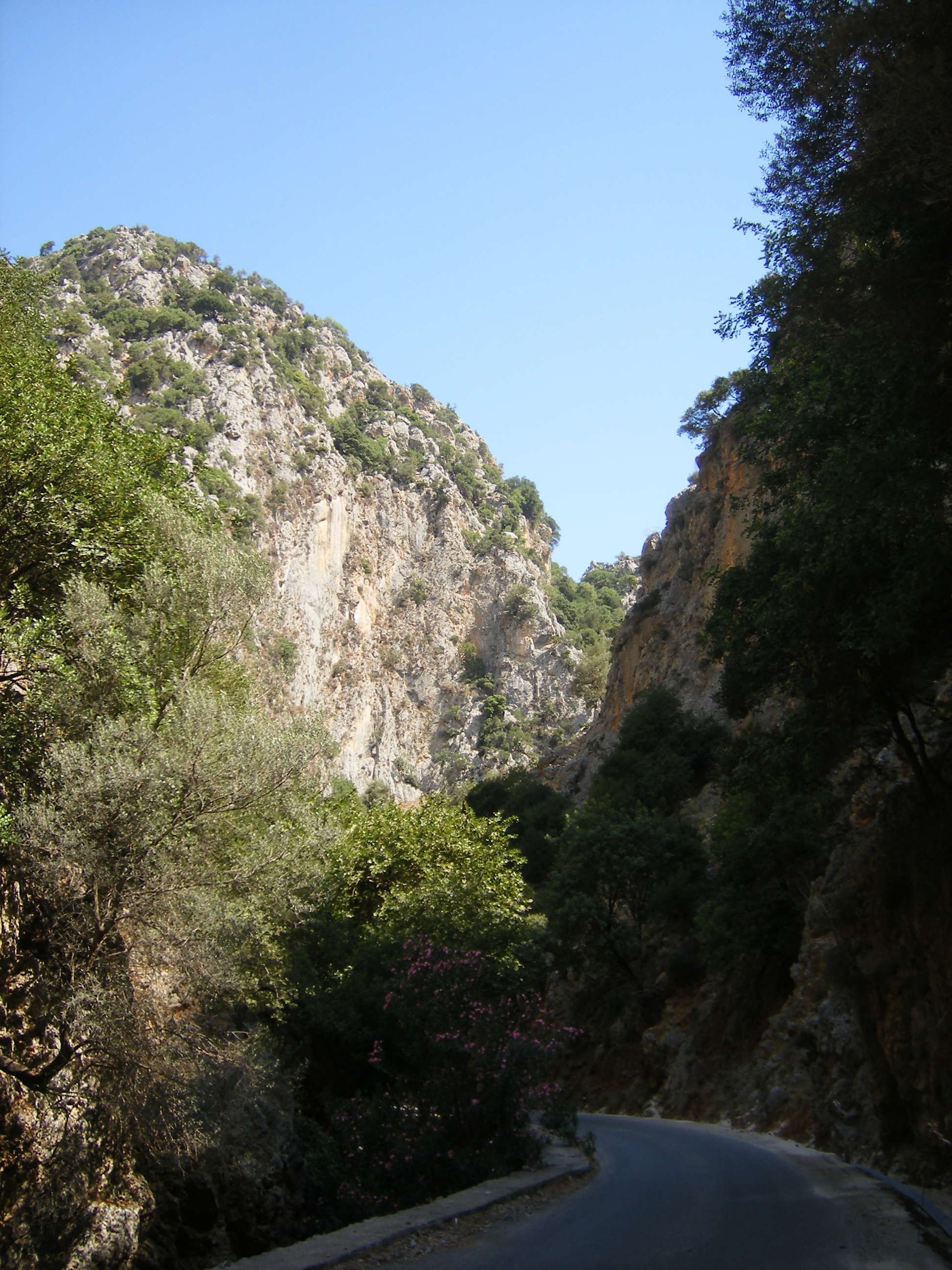
Gorges de Thérissos. La route, qui longe le lit de la rivière au fond de la gorge, n'existait pas du temps de la révolte.

Le village de Thérissos a été choisi par Venizélos pour sa position stratégique, à 14 km de La Canée, pour ses fortifications naturelles au pied des Montagnes blanches et son accès facile vers les autres villages et vallées, aussi bien autour de La Canée que vers Sphakia. Le passage vers Thérissos est protégé par des gorges étroites, faciles à contrôler par les insurgés. De plus, ces gorges abritent de très nombreuses grottes et cavernes qui sont autant d'abris naturels pour les nombreux insurgés qui convergent vers Thérissos.
Le village est déjà, avant 1905, un symbole de résistance. En 1821, lors de la guerre d'indépendance grecque, quelques centaines de Grecs y avaient mis en déroute une armée de 21 000 Ottomans.
Depuis Thérissos, Venizélos organise un gouvernement provisoire qui imprime ses propres timbres et son journal. Papayanakis, ancien député de l'assemblée crétoise est élu président de l'assemblée insurrectionnelle et est secondé de quatre vice-présidents. L'ami d'enfance de Venizélos, Konstantinos Foumis, ancien procureur, membre du parlement et ancien ministre, est chargé de l'aspect financier ; Konstantínos Mános, ancien maire de La Canée, est chargé de l'aspect militaire et occupe le poste de secrétaire général ; enfin Venizelos s'occupe de la partie politique. Quant à l'intendance du camp, elle est confiée à un certain Emmanouil Papaderos.
Afin de soutenir l'effort de guerre des insurgés, Venizélos doit contracter des prêts. Il emprunte en Grèce 100 000 francs en obligations de 5 francs chacune,.

### Réactions internationales
Dès le début de l'insurrection, de nombreuses réunions sont organisées entre les consuls des Grandes Puissances basés en Crète. Le renforcement de la gendarmerie locale par des troupes européennes est vite envisagé. Rapidement aussi, le prince Georges de Grèce obtient des Puissances européennes la création d'un corps international pour aider la police crétoise en vue de protéger La Canée d'une attaque des rebelles depuis les montagnes.
Le gouvernement grec, dirigé par Theódoros Deligiánnis, condamne l'action de Venizélos. Deligiannis informe le prince Georges de son soutien et invite les journaux athéniens à condamner le coup d'État de Venizélos.

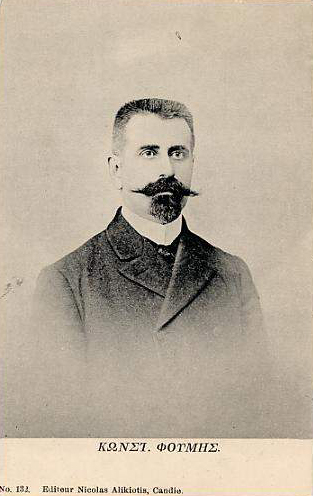
Konstantinos Foumis.

Parmi les nations européennes, la Russie est la nation qui réagit le plus promptement à ces évènements. Selon Chester, les contingents russes sont particulièrement sévères dans leurs traitements des vénizélistes. Dès les mois de mars-avril, un contingent du tsar marche vers les Montagnes blanches en compagnie des gendarmes crétois. Début juin, des troupes russes débarquent en Crète et prennent quelques villages tandis que la flotte russe en bombarde quelques autres. Les Britanniques, malgré leur soutien au régime en place, ne font que quelques actions symboliques sans effet réel. Quant aux Français et aux Italiens, ils évitent de s'engager dans toute activité anti-révolutionnaire. Une force internationale est toutefois rassemblée à Alikianós, sur la route de Thérissos, prête à recevoir les instructions. Avec l'arrivée des troupes à Alikiano, le colonel Lubanski de l'armée française organise une première entrevue avec les insurgés, à Fournès, entre Alikiano et Thérissos, dans un endroit où les insurgés voient immanquablement les armées européennes rassemblées dans la vallée. La rencontre a lieu le 1er avril avec Konstantinos Foumis et Konstantinos Mános, et le colonel Lubanski reçoit les doléances des insurgés. Dès le lendemain, Lubanski se rend à Thérissos avec un message pour Venizélos : les Puissances sont unanimes quant à l'impossibilité d'annexion de l'île par la Grèce.
Après la déclaration d'indépendance de l'assemblée de Crète du mois d'avril 1905, les Grandes Puissances répondent le 2 mai (julien) : elles sont résolues à employer leurs forces navales et militaires si nécessaire au maintien de l'ordre. Le même jour, à Héraklion, le drapeau grec qui flotte au-dessus d'un bâtiment gouvernemental est discrètement retiré par l'armée britannique avant d'être remplacé par le drapeau crétois.
Les Grandes Puissances, réalisant ensuite que le prince Georges a perdu son soutien populaire, organisent des négociations. Le 13 juillet, les chefs des insurgés sont invités à rencontrer les consuls européens. Le 14 juillet, Venizélos, Foumis et Mános les rencontrent dans un monastère près de Mourniés. Chaque chef se rend au monastère accompagné de ses hommes, qui entourent l'édifice, mais sans créer d'incident. Chacune des parties restant campée sur ses positions, aucun accord n'est trouvé lors de l'entrevue.
Le 31 juillet, les Puissances déclarent la loi martiale. La portée de cette mesure semble minime : les insurgés contrôlent alors tout l'ouest de l'île, où règne l'ordre, et ils sont prêts à se retirer dans les montagnes Blanches si nécessaire.
Les troupes internationales se montrent alors plus actives. Les Britanniques occupent Héraklion, les Russes Réthymnon, les Italiens Kissamos et les Français Ágios Nikólaos, Sitía et Ierápetra. À Rethymnon, les Russes déclarent l'état de siège et les mesures qu'ils prennent sont plus sévères que dans les autres régions de l'île.
En novembre 1905, en réponse à la lettre de Venizélos affirmant sa volonté de rendre les armes, les Puissances accordent d'importantes réformes et proclament une amnistie générale en échange de 700 à 800 fusils.
Une commission internationale se rend sur l'île et préconise la refonte de la gendarmerie crétoise afin qu'elle soit dirigée par des officiers grecs, et le retrait des forces internationales présentes sur l'île depuis 1897.

## Fin du conflit
À la fin du mois de novembre 1905, près de 1 000 insurgés et gendarmes ont été acheminés vers la Grèce. Mais, malgré ces départs et l'arrêt de la révolte par Venizélos, les tensions sont toujours vives en Crète et l'île peut basculer à nouveau dans l'insurrection. Les tensions entre les partisans de chaque camp amènent à des conflits. Lors des municipales, l'élection de 40 maires de l'opposition sur les 77 postes à pourvoir provoquent des effusions de sang.
En février 1906, les Grandes Puissances chargent une mission d'évaluer les questions de l'administration et des finances en Crète. À la fin du mois de mars, les membres de la commission ont terminé leur étude, qu'ils remettent aux Puissances.
L'année 1906 est à nouveau marquée par des élections législatives, au mois de mai. Le parti du prince emporte 78 sièges à l'assemblée contre 36 à l'opposition. Lors de l'ouverture de la session parlementaire en juillet, Georges de Grèce annonce que le rapport de la commission internationale est étudié par les Grandes Puissances, qui réfléchissent également à la façon dont les aspirations nationales des Crétois pourraient être prises en compte. Renforcée dans ses intentions, l'assemblée vote alors une fois de plus l'annexion de la Crète par la Grèce et suspend ses activités jusqu'à ce que la décision des Puissances soit connue.
Le 25 juillet, les Grandes Puissances proclament à La Canée la série de réformes proposées à l'île :
- Réforme de la gendarmerie, en plaçant à sa tête un officier grec ;
- Création d'une force armée crétoise afin de permettre le retrait définitif des troupes internationales ;
- Accord d'un prêt de 9 300 000 francs ; les deux tiers de celui-ci sont dédiés aux travaux publics et le tiers restant sert d'indemnité aux victimes des insurrections passées ;
- Extension de la Commission des Finances grecque à la Crète (cette Commission internationale contrôle les finances grecques) ;
- Création d'une commission composée de Crétois et de consuls pour l'examen des expropriations des propriétés, terres, mosquées et cimetières musulmans ;
- Droits égaux pour les chrétiens et les musulmans ;
- Révision de la Constitution ;
- Accord sur les points de dissension avec la Turquie dont : la question du drapeau national, la détention des prisonniers crétois en Turquie, les tarifs du télégraphe, la protection des Crétois à l'étranger et en Turquie ;
- Recommandation obligeant les consuls à consulter les autorités locales pour tout sujet d'ordre commun ;
- Report du paiement des intérêts du prêt de 4 000 000 de francs jusqu'en 1911.

Venizélos est disposé à accepter les propositions. Au contraire, Georges de Grèce les voit avec hostilité. Dans les jours qui suivent, il demande à Athènes de présenter sa démission aux Puissances. Son père, le roi Georges Ier, use de tout son pouvoir pour modifier les réformes accordées à l'île. L'unique concession qu'il peut obtenir est le droit de choisir le successeur de son fils.
À l'assemblée, 80 des 130 députés manifestent leur mécontentement à l'idée de remplacer Georges. Tous sont proches du gouvernement. Cette nouvelle opposition menace de replonger l'île dans la révolte. Plus le départ du prince semble proche, plus ses partisans s'agitent dans l'espoir d'une nouvelle intervention européenne. Pourtant, cette fois, pour les Puissances, il est évident que la situation ne peut s'améliorer qu'avec le départ de Georges.
Le 12 septembre (julien) /25 septembre (grégorien), le prince Georges quitte l'île définitivement. De nombreux sympathisants convergent alors vers La Canée dans le but de lui faire leurs adieux. Six cents d'entre eux sont armés, ce qui ajoute à la tension du moment. Il n'est alors plus question de retarder son départ et de procéder à de grandes cérémonies. Il est embarqué à bord du Psara et, tandis que la foule commence à s'échauffer, des troupes interviennent en même temps que des soldats britanniques débarquent.

## Épilogue

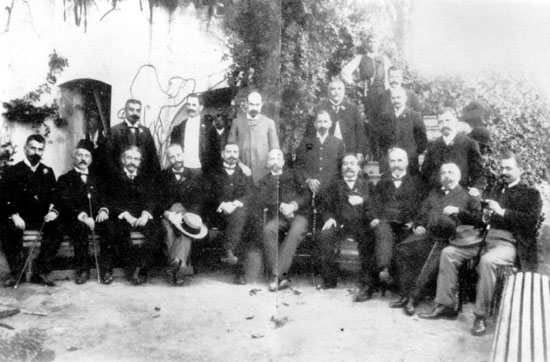
Comité de rédaction de la constitution crétoise, 1906.

Le prince Georges de Grèce est remplacé par Aléxandros Zaïmis, ancien président du conseil hellénique, pour une durée de cinq ans. Il prend ses fonctions le 18 septembre 1906. Dès le mois de juin 1906, un accord entre les anciens rebelles de Thérissos et l'assemblée de Crète permet la création d'une assemblée constituante sous la direction d'Antonios Michelidakis. L'assemblée constituante soumet la nouvelle constitution le 2 décembre 1906 à Alexandre Zaimis, qui jure alors allégeance à la nouvelle constitution.
L'ordre revient dans l'île. Une administration est organisée, des lois sont votées pour améliorer les systèmes de santé et d'éducation. En juillet 1907, Michelidakis est élu président de l'assemblée de Crète par 34 voix contre 31 à Konstantinos Foumis. Impressionnées par les efforts menés par le gouvernement crétois, et après avoir obtenu des garanties concernant le sort de la population musulmane, les Puissances européennes décident de rapatrier leurs troupes. Le 26 août 1908, les premiers contingents français s'embarquent à La Canée, ouvrant la voie à une évacuation complète de l'île.

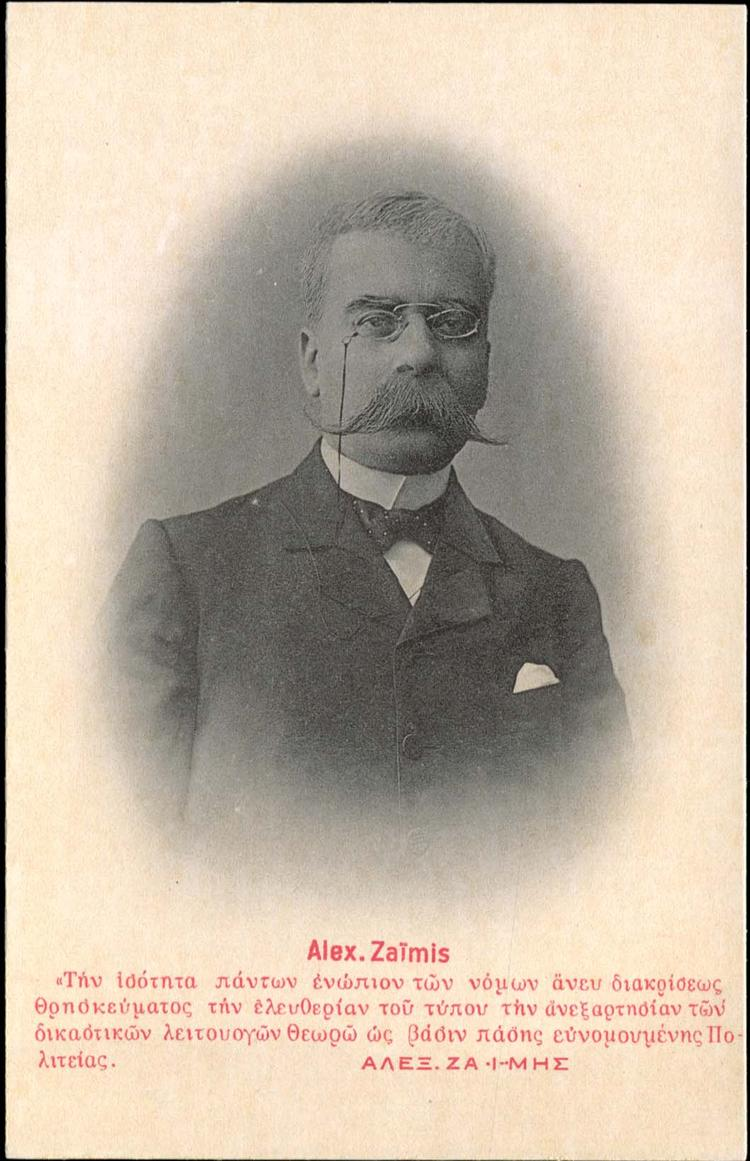
Aléxandros Zaïmis.

En 1908, la révolution Jeunes-Turcs bouleverse le paysage politique ottoman et tend les relations entre la Turquie et la Crète. Les nouveaux dirigeants de l'Empire souhaitent revenir sur les accords passés concernant le statut de l'île et veulent que la Crète réintègre l'Empire. Le 10 octobre, profitant de l'absence d'Alexandre Zaimis, le comité qui le remplace proclame l'union de la Crète à la Grèce, une position approuvée ensuite par le parlement. Le poste de haut-commissaire est aboli et la constitution grecque adoptée. Un comité exécutif se réunit, au sein duquel Venizélos se retrouve chargé des Affaires étrangères. Le gouvernement grec de Geórgios Theotókis ne se risque pas à ratifier cette union. Pourtant les Grandes Puissances ne protestent que mollement, et poursuivent leur retrait militaire qui s'achève en juin 1909. En 1913, après la première guerre balkanique, la Crète obtient l'union officielle avec la Grèce.
La révolte de Thérissos assoit la notoriété d'Elefthérios Venizélos en Crète mais également en Grèce continentale. Il occupe le poste de Premier ministre de Crète d'avril à septembre 1910. En octobre 1910, il est appelé par le roi Georges Ier au poste de Premier ministre de Grèce. Un poste qu'il occupe à sept reprises entre 1910 et 1933.